# Divizia A 1940-1941
La Divizia A 1940-1941 è stata la 29ª edizione del campionato rumeno di calcio, disputato tra il settembre 1940 e l'agosto 1941 e si concluse con la vittoria finale dell'Unirea Tricolor București, al suo primo titolo dopo quello prebellico della sua antenata Tricolor Bucarest.
Capocannoniere del torneo furono Ion Bogdan (Rapid București) e Valeriu Sony Niculescu dell'Unirea Tricolor Bucurest con 21 reti.

## Formula
A seguito del secondo arbitrato di Vienna la Transilvania passò all'Ungheria e il FC Carpați Baia Mare non poté prendere parte alla competizione. L'Universitatea Cluj, che avrebbe dovuto giocare in seconda serie, si trasferì a Sibiu (rimasta alla Romania) e ottenne il permesso a disputare la Divizia A così come l'Unirea Tricolor Bucarest che era la quarta squadra classificata della capitale nella Divizia A 1939-1940 e in base alle norme varate l'anno precedente avrebbe dovuto essere retrocessa.
Per decisioni politiche, a causa dei legami con i sindacati, l'AMEF Arad e il CAM Timișoara vennero escluse e retrocesse in Divizia B da dove vennero promosse il Craiovan Craiova (che cambiò nome in FC Craiova) e il Gloria Arad.
Presero parte 13 squadre che si incontrarono in gare di andata e ritorno per un totale di 24 partite. Fu l'ultimo campionato riconosciuto dalla federazione prima della pausa imposta dalla Seconda guerra mondiale, al termine della quale il sistema calcistico nazionale sarà reimpostato da zero.

## Squadre partecipanti
| Club                      | Città     | Stadio | Posizione 1939-1940 |
| ------------------------- | --------- | ------ | ------------------- |
| FC Brăila                 | Brăila    |        | Divizia B           |
| FC Craiova                | Craiova   |        | Divizia B           |
| FC Ploiești               | Ploiești  |        | Divizia B           |
| Gloria Arad               | Arad      |        | 8°                  |
| Gloria CFR Galați         | Galați    |        | 10°                 |
| Mica Brad                 | Brad      |        | Divizia B           |
| Rapid Bucarest            | Bucarest  |        | 2°                  |
| Ripensia Timișoara        | Timișoara |        | 6°                  |
| Sportul Studențesc        | Bucarest  |        | 3°                  |
| UDR Reșița                | Reșița    |        | 4°                  |
| Unirea Tricolor București | Bucarest  |        | 9°                  |
| Universitatea Sibiu       | Sibiu     |        | Divizia B           |
| Venus Bucarest            | Bucarest  |        | Campione di Romania |

## Classifica finale
|  | Pos. | Squadra                   | Pt | G  | V  | N | P  | GF | GS | DR  |
|  | ---- | ------------------------- | -- | -- | -- | - | -- | -- | -- | --- |
|  | 1.   | Unirea Tricolor București | 38 | 24 | 19 | 0 | 5  | 62 | 25 | +37 |
|  | 2.   | Rapid Bucarest            | 35 | 24 | 15 | 5 | 4  | 57 | 27 | +30 |
|  | 3.   | Venus Bucarest            | 32 | 24 | 14 | 4 | 6  | 65 | 34 | +31 |
|  | 4.   | Ripensia Timișoara        | 32 | 24 | 13 | 6 | 5  | 58 | 32 | +26 |
|  | 5.   | Mica Brad                 | 24 | 24 | 12 | 0 | 12 | 51 | 33 | +18 |
|  | 6.   | Sportul Studențesc        | 23 | 24 | 10 | 3 | 11 | 48 | 51 | -3  |
|  | 7.   | UDR Reșița                | 23 | 24 | 9  | 5 | 10 | 59 | 58 | +1  |
|  | 8.   | Gloria Arad               | 22 | 24 | 9  | 4 | 11 | 46 | 48 | -2  |
|  | 9.   | FC Craiova                | 21 | 24 | 8  | 5 | 11 | 38 | 58 | -20 |
|  | 10.  | FC Ploiești               | 18 | 24 | 7  | 4 | 13 | 34 | 59 | -25 |
|  | 11.  | Universitatea Sibiu       | 17 | 24 | 8  | 1 | 15 | 42 | 58 | -16 |
|  | 12.  | Gloria CFR Galați         | 16 | 24 | 5  | 6 | 13 | 27 | 41 | -14 |
|  | 13.  | FC Brăila                 | 9  | 24 | 4  | 1 | 19 | 31 | 90 | -59 |

Legenda:

      Campione di Romania
NOTA: tutti i titoli sportivi furono azzerati dopo la guerra!
Note:

Due punti a vittoria, uno a pareggio, zero a sconfitta.

### Verdetti
- Unirea Tricolor București Campione di Romania 1940-41.
- Tutti gli altri titoli sportivi furono azzerati.